# Eleições legislativas portuguesas de 2009 nos Açores
| Eleições legislativas portuguesas de 2009 Distritos: Aveiro \| Beja \| Braga \| Bragança \| Castelo Branco \| Coimbra \| Évora \| Faro \| Guarda \| Leiria \| Lisboa \| Portalegre \| Porto \| Santarém \| Setúbal \| Viana do Castelo \| Vila Real \| Viseu \| Açores \| Madeira \| Estrangeiro |

## Resultados por Concelho
Os resultados nos concelhos do Região Autónoma dos Açores foram os seguintes:

### Angra do Heroísmo
| Partido                 | Partido                        | Votos  | %               | +/-   |
| ----------------------- | ------------------------------ | ------ | --------------- | ----- |
|                         | Partido Socialista             | 6 098  | 40,24 / 100,00  | 16,59 |
|                         | Partido Social Democrata       | 5 316  | 35,08 / 100,00  | 4,42  |
|                         | CDS – Partido Popular          | 1 757  | 11,59 / 100,00  | 6,29  |
|                         | Bloco de Esquerda              | 1 083  | 7,15 / 100,00   | 3,68  |
|                         | Coligação Democrática Unitária | 258    | 1,70 / 100,00   | 0,67  |
|                         | Outros                         | 195    | 1,28 / 100,00   |       |
| Votos Inválidos         | Votos Inválidos                | 448    | 2,96 / 100,00   | 1,13  |
| Total                   | Total                          | 15 155 | 100,00 / 100,00 |       |
| Eleitorado/Participação | Eleitorado/Participação        | 31 933 | 47,46 / 100,00  | 4,16  |

| Freguesia                          | %     | %     | %     | %     | %    | Votantes |
| Freguesia                          | PS    | PSD   | CDS   | BE    | CDU  | Votantes |
| ---------------------------------- | ----- | ----- | ----- | ----- | ---- | -------- |
| Altares                            | 43,76 | 36,71 | 10,35 | 5,18  | 0,47 | 425      |
| Angra (Nossa Senhora da Conceição) | 35,44 | 32,38 | 14,18 | 9,77  | 2,55 | 1 566    |
| Angra (Santa Luzia)                | 40,11 | 28,79 | 12,97 | 11,78 | 2,48 | 1 087    |
| Angra (São Pedro)                  | 33,56 | 36,34 | 14,34 | 9,02  | 1,98 | 1 618    |
| Angra (Sé)                         | 29,37 | 43,18 | 12,20 | 7,87  | 2,25 | 623      |
| Cinco Ribeiras                     | 31,31 | 46,50 | 10,03 | 5,47  | 1,52 | 329      |
| Doze Ribeiras                      | 49,15 | 27,12 | 10,85 | 4,41  | 1,02 | 295      |
| Feteira                            | 36,71 | 42,06 | 11,11 | 4,56  | 0,99 | 504      |
| Porto Judeu                        | 37,84 | 39,31 | 13,63 | 5,24  | 1,15 | 954      |
| Posto Santo                        | 42,16 | 33,55 | 7,73  | 9,93  | 1,99 | 453      |
| Raminho                            | 38,65 | 47,52 | 4,96  | 2,48  | 1,42 | 282      |
| Ribeirinha                         | 43,19 | 42,72 | 7,31  | 3,39  | 0,86 | 1 505    |
| Santa Bárbara                      | 37,70 | 33,93 | 17,38 | 4,59  | 1,80 | 610      |
| São Bartolomeu dos Regatos         | 31,44 | 45,51 | 10,78 | 6,89  | 0,75 | 668      |
| São Bento                          | 47,51 | 29,40 | 9,11  | 8,51  | 1,82 | 823      |
| São Mateus da Calheta              | 56,79 | 21,81 | 7,75  | 6,79  | 2,83 | 1 238    |
| Serreta                            | 48,26 | 29,07 | 14,53 | 1,74  | 0,58 | 172      |
| Terra Chã                          | 39,39 | 31,13 | 11,85 | 10,28 | 2,11 | 1 089    |
| Vila de São Sebastião              | 44,31 | 35,23 | 14,11 | 3,83  | 0,33 | 914      |
| Angra do Heroísmo                  | 40,24 | 35,08 | 11,59 | 7,15  | 1,70 | 15 155   |

### Calheta
| Partido                 | Partido                  | Votos | %               | +/-  |
| ----------------------- | ------------------------ | ----- | --------------- | ---- |
|                         | Partido Social Democrata | 963   | 49,84 / 100,00  | 6,46 |
|                         | Partido Socialista       | 670   | 34,68 / 100,00  | 0,75 |
|                         | CDS – Partido Popular    | 152   | 7,87 / 100,00   | 2,93 |
|                         | Bloco de Esquerda        | 57    | 2,95 / 100,00   | 1,95 |
|                         | Outros                   | 41    | 2,12 / 100,00   |      |
| Votos Inválidos         | Votos Inválidos          | 49    | 2,54 / 100,00   | 0,77 |
| Total                   | Total                    | 1 932 | 100,00 / 100,00 |      |
| Eleitorado/Participação | Eleitorado/Participação  | 3 788 | 51,00 / 100,00  | 0,05 |

| Freguesia                       | %     | %     | %    | %    | Votantes |
| Freguesia                       | PSD   | PS    | CDS  | BE   | Votantes |
| ------------------------------- | ----- | ----- | ---- | ---- | -------- |
| Calheta                         | 39,94 | 44,15 | 7,33 | 4,21 | 641      |
| Norte Pequeno                   | 50,00 | 35,90 | 7,05 | 1,92 | 156      |
| Ribeira Seca                    | 50,80 | 31,53 | 9,44 | 3,01 | 498      |
| Santo Antão                     | 60,00 | 25,26 | 7,11 | 2,11 | 380      |
| Topo (Nossa Senhora do Rosário) | 57,59 | 30,35 | 7,78 | 1,56 | 257      |
| Calheta                         | 49,84 | 34,68 | 7,87 | 2,95 | 1 932    |

### Corvo
| Partido                 | Partido                    | Votos | %               | +/-   |
| ----------------------- | -------------------------- | ----- | --------------- | ----- |
|                         | Partido Socialista         | 92    | 43,40 / 100,00  | 4,09  |
|                         | Partido Popular Monárquico | 41    | 19,34 / 100,00  | -     |
|                         | Partido Social Democrata   | 39    | 18,40 / 100,00  | 0,59  |
|                         | CDS – Partido Popular      | 15    | 7,08 / 100,00   | 16,21 |
|                         | Bloco de Esquerda          | 9     | 4,25 / 100,00   | 1,51  |
|                         | Outros                     | 2     | 0,94 / 100,00   |       |
| Votos Inválidos         | Votos Inválidos            | 14    | 6,60 / 100,00   | 0,25  |
| Total                   | Total                      | 212   | 100,00 / 100,00 |       |
| Eleitorado/Participação | Eleitorado/Participação    | 348   | 60,92 / 100,00  | 2,19  |

| Freguesia | %     | %     | %     | %    | %    | Votantes |
| Freguesia | PS    | PPM   | PSD   | CDS  | BE   | Votantes |
| --------- | ----- | ----- | ----- | ---- | ---- | -------- |
| Corvo     | 43,40 | 19,34 | 18,40 | 7,08 | 4,25 | 212      |
| Corvo     | 43,40 | 19,34 | 18,40 | 7,08 | 4,25 | 212      |

### Horta
| Partido                 | Partido                        | Votos  | %               | +/-  |
| ----------------------- | ------------------------------ | ------ | --------------- | ---- |
|                         | Partido Social Democrata       | 2 494  | 38,35 / 100,00  | 0,61 |
|                         | Partido Socialista             | 2 481  | 38,15 / 100,00  | 8,37 |
|                         | Bloco de Esquerda              | 442    | 6,80 / 100,00   | 4,16 |
|                         | CDS – Partido Popular          | 406    | 6,24 / 100,00   | 2,27 |
|                         | Coligação Democrática Unitária | 335    | 5,15 / 100,00   | 0,01 |
|                         | Outros                         | 111    | 1,71 / 100,00   |      |
| Votos Inválidos         | Votos Inválidos                | 235    | 3,61 / 100,00   | 1,03 |
| Total                   | Total                          | 6 504  | 100,00 / 100,00 |      |
| Eleitorado/Participação | Eleitorado/Participação        | 13 017 | 49,97 / 100,00  | 3,83 |

| Freguesia           | %     | %     | %     | %     | %     | Votantes |
| Freguesia           | PSD   | PS    | BE    | CDS   | CDU   | Votantes |
| ------------------- | ----- | ----- | ----- | ----- | ----- | -------- |
| Capelo              | 38,00 | 42,80 | 5,20  | 4,40  | 4,40  | 250      |
| Castelo Branco      | 38,50 | 40,73 | 5,75  | 6,07  | 3,19  | 626      |
| Cedros              | 54,07 | 24,81 | 4,84  | 7,36  | 3,68  | 516      |
| Feteira             | 33,21 | 38,57 | 8,75  | 7,32  | 6,07  | 560      |
| Flamengos           | 35,30 | 48,68 | 3,73  | 4,35  | 3,42  | 643      |
| Horta (Angústias)   | 31,53 | 40,93 | 10,98 | 4,84  | 6,23  | 1 075    |
| Horta (Conceição)   | 37,15 | 39,37 | 6,28  | 6,28  | 4,99  | 541      |
| Horta (Matriz)      | 42,57 | 30,14 | 7,94  | 6,92  | 6,62  | 982      |
| Pedro Miguel        | 30,09 | 36,99 | 5,64  | 7,21  | 11,91 | 319      |
| Praia do Almoxarife | 31,82 | 53,59 | 5,02  | 3,59  | 3,11  | 418      |
| Praia do Norte      | 46,71 | 28,95 | 5,92  | 11,18 | 3,29  | 152      |
| Ribeirinha          | 34,78 | 41,06 | 3,86  | 9,66  | 6,28  | 207      |
| Salão               | 63,26 | 19,53 | 4,19  | 9,77  | 0,47  | 215      |
| Horta               | 38,35 | 38,15 | 6,80  | 6,24  | 5,15  | 6 504    |

### Lagoa
| Partido                 | Partido                        | Votos  | %               | +/-   |
| ----------------------- | ------------------------------ | ------ | --------------- | ----- |
|                         | Partido Socialista             | 2 174  | 46,96 / 100,00  | 13,79 |
|                         | Partido Social Democrata       | 1 234  | 26,66 / 100,00  | 0,94  |
|                         | CDS – Partido Popular          | 557    | 12,03 / 100,00  | 9,06  |
|                         | Bloco de Esquerda              | 317    | 6,85 / 100,00   | 4,15  |
|                         | Coligação Democrática Unitária | 101    | 2,18 / 100,00   | 0,80  |
|                         | Outros                         | 87     | 1,87 / 100,00   |       |
| Votos Inválidos         | Votos Inválidos                | 159    | 3,43 / 100,00   | 0,73  |
| Total                   | Total                          | 4 629  | 100,00 / 100,00 |       |
| Eleitorado/Participação | Eleitorado/Participação        | 12 006 | 38,56 / 100,00  | 4,46  |

| Freguesia                        | %     | %     | %     | %    | %    | Votantes |
| Freguesia                        | PS    | PSD   | CDS   | BE   | CDU  | Votantes |
| -------------------------------- | ----- | ----- | ----- | ---- | ---- | -------- |
| Água de Pau                      | 51,45 | 26,03 | 13,64 | 4,65 | 1,34 | 968      |
| Cabouco                          | 49,34 | 24,95 | 14,82 | 4,50 | 1,88 | 533      |
| Lagoa (Nossa Senhora do Rosário) | 44,95 | 26,88 | 11,41 | 8,80 | 2,19 | 1 920    |
| Lagoa (Santa Cruz)               | 44,20 | 28,14 | 10,36 | 7,13 | 3,42 | 1 052    |
| Ribeira Chã                      | 54,49 | 23,72 | 11,54 | 2,56 | 0    | 156      |
| Lagoa                            | 46,96 | 26,66 | 12,03 | 6,85 | 2,18 | 4 629    |

### Lajes das Flores
| Partido                 | Partido                        | Votos | %               | +/-   |
| ----------------------- | ------------------------------ | ----- | --------------- | ----- |
|                         | Partido Social Democrata       | 362   | 46,95 / 100,00  | 5,61  |
|                         | Partido Socialista             | 239   | 31,00 / 100,00  | 14,54 |
|                         | CDS – Partido Popular          | 76    | 9,86 / 100,00   | 6,97  |
|                         | Bloco de Esquerda              | 40    | 5,19 / 100,00   | 3,09  |
|                         | Coligação Democrática Unitária | 16    | 2,08 / 100,00   | 1,46  |
|                         | Outros                         | 9     | 1,17 / 100,00   |       |
| Votos Inválidos         | Votos Inválidos                | 29    | 3,76 / 100,00   | 0,34  |
| Total                   | Total                          | 771   | 100,00 / 100,00 |       |
| Eleitorado/Participação | Eleitorado/Participação        | 1 264 | 61,00 / 100,00  | 1,42  |

| Freguesia        | %     | %     | %     | %     | %    | Votantes |
| Freguesia        | PSD   | PS    | CDS   | BE    | CDU  | Votantes |
| ---------------- | ----- | ----- | ----- | ----- | ---- | -------- |
| Fajã Grande      | 50,00 | 33,96 | 4,72  | 3,77  | 1,89 | 106      |
| Fajãzinha        | 45,28 | 33,96 | 5,66  | 3,77  | 1,89 | 53       |
| Fazenda          | 40,00 | 32,26 | 13,55 | 10,32 | 0    | 155      |
| Lajedo           | 57,89 | 24,56 | 5,26  | 3,51  | 7,02 | 57       |
| Lajes das Flores | 50,36 | 30,00 | 10,00 | 3,21  | 2,14 | 280      |
| Lomba            | 42,27 | 29,90 | 12,37 | 7,22  | 1,03 | 97       |
| Mosteiro         | 34,78 | 34,78 | 17,39 | 0     | 8,70 | 23       |
| Lajes das Flores | 46,95 | 31,00 | 9,86  | 5,19  | 2,08 | 771      |

### Lajes do Pico
| Partido                 | Partido                        | Votos | %               | +/-  |
| ----------------------- | ------------------------------ | ----- | --------------- | ---- |
|                         | Partido Socialista             | 965   | 42,57 / 100,00  | 9,56 |
|                         | Partido Social Democrata       | 960   | 42,35 / 100,00  | 1,02 |
|                         | CDS – Partido Popular          | 149   | 6,57 / 100,00   | 4,57 |
|                         | Bloco de Esquerda              | 93    | 4,10 / 100,00   | 2,87 |
|                         | Coligação Democrática Unitária | 26    | 1,15 / 100,00   | 0,38 |
|                         | Outros                         | 24    | 1,06 / 100,00   |      |
| Votos Inválidos         | Votos Inválidos                | 50    | 2,21 / 100,00   | 0,21 |
| Total                   | Total                          | 2 267 | 100,00 / 100,00 |      |
| Eleitorado/Participação | Eleitorado/Participação        | 4 446 | 50,99 / 100,00  | 0,38 |

| Freguesia          | %     | %     | %    | %    | %    | Votantes |
| Freguesia          | PS    | PSD   | CDS  | BE   | CDU  | Votantes |
| ------------------ | ----- | ----- | ---- | ---- | ---- | -------- |
| Calheta de Nesquim | 32,35 | 54,12 | 2,94 | 2,35 | 1,76 | 170      |
| Lajes do Pico      | 49,42 | 35,34 | 7,94 | 3,33 | 1,02 | 781      |
| Piedade            | 38,88 | 50,11 | 5,17 | 2,47 | 0,45 | 445      |
| Ribeiras           | 39,56 | 41,75 | 7,28 | 6,31 | 1,70 | 412      |
| Ribeirinha         | 44,76 | 41,43 | 4,76 | 7,62 | 0    | 210      |
| São João           | 37,75 | 44,18 | 7,63 | 4,02 | 2,41 | 249      |
| Lajes do Pico      | 42,57 | 42,35 | 6,57 | 4,10 | 1,15 | 2 267    |

### Madalena
| Partido                 | Partido                        | Votos | %               | +/-  |
| ----------------------- | ------------------------------ | ----- | --------------- | ---- |
|                         | Partido Social Democrata       | 1 211 | 45,94 / 100,00  | 1,42 |
|                         | Partido Socialista             | 956   | 36,27 / 100,00  | 7,64 |
|                         | CDS – Partido Popular          | 187   | 7,09 / 100,00   | 4,85 |
|                         | Bloco de Esquerda              | 85    | 3,22 / 100,00   | 1,70 |
|                         | Coligação Democrática Unitária | 69    | 2,62 / 100,00   | 1,41 |
|                         | Outros                         | 38    | 1,44 / 100,00   |      |
| Votos Inválidos         | Votos Inválidos                | 90    | 3,41 / 100,00   | 1,25 |
| Total                   | Total                          | 2 636 | 100,00 / 100,00 |      |
| Eleitorado/Participação | Eleitorado/Participação        | 5 277 | 49,95 / 100,00  | 6,11 |

| Freguesia     | %     | %     | %     | %    | %    | Votantes |
| Freguesia     | PSD   | PS    | CDS   | BE   | CDU  | Votantes |
| ------------- | ----- | ----- | ----- | ---- | ---- | -------- |
| Bandeiras     | 43,33 | 37,92 | 10,00 | 3,33 | 2,08 | 240      |
| Candelária    | 31,85 | 51,05 | 3,98  | 4,68 | 4,68 | 427      |
| Criação Velha | 56,73 | 25,32 | 7,05  | 2,88 | 2,24 | 312      |
| Madalena      | 47,96 | 30,32 | 9,03  | 2,90 | 3,23 | 930      |
| São Caetano   | 53,99 | 32,25 | 7,97  | 2,17 | 0,72 | 276      |
| São Mateus    | 44,12 | 43,68 | 3,99  | 3,33 | 1,77 | 451      |
| Madalena      | 45,94 | 36,27 | 7,09  | 3,22 | 2,62 | 2 636    |

### Nordeste
| Partido                 | Partido                        | Votos | %               | +/-   |
| ----------------------- | ------------------------------ | ----- | --------------- | ----- |
|                         | Partido Socialista             | 1 099 | 38,99 / 100,00  | 10,37 |
|                         | Partido Social Democrata       | 1 099 | 38,99 / 100,00  | 0,13  |
|                         | CDS – Partido Popular          | 214   | 7,59 / 100,00   | 4,49  |
|                         | Bloco de Esquerda              | 190   | 6,74 / 100,00   | 5,03  |
|                         | Coligação Democrática Unitária | 48    | 1,70 / 100,00   | 0,67  |
|                         | Outros                         | 69    | 2,44 / 100,00   |       |
| Votos Inválidos         | Votos Inválidos                | 100   | 3,55 / 100,00   | 0,73  |
| Total                   | Total                          | 2 819 | 100,00 / 100,00 |       |
| Eleitorado/Participação | Eleitorado/Participação        | 4 692 | 60,08 / 100,00  | 3,02  |

| Freguesia                    | %     | %     | %     | %    | %    | Votantes |
| Freguesia                    | PS    | PSD   | CDS   | BE   | CDU  | Votantes |
| ---------------------------- | ----- | ----- | ----- | ---- | ---- | -------- |
| Achada                       | 56,39 | 31,15 | 3,28  | 4,59 | 0,66 | 305      |
| Achadinha                    | 50,16 | 29,91 | 7,48  | 4,67 | 1,56 | 321      |
| Algarvia                     | 30,10 | 51,02 | 9,18  | 4,08 | 2,04 | 196      |
| Lomba da Fazenda             | 31,79 | 41,50 | 8,39  | 7,73 | 2,87 | 453      |
| Nordeste                     | 30,45 | 39,70 | 10,00 | 9,55 | 1,79 | 670      |
| Salga                        | 44,53 | 39,45 | 6,64  | 5,08 | 0,78 | 256      |
| Santana                      | 43,95 | 37,50 | 4,84  | 6,85 | 2,02 | 248      |
| Santo António de Nordestinho | 40,58 | 42,51 | 7,25  | 4,83 | 0,48 | 207      |
| São Pedro de Nordestinho     | 31,90 | 44,17 | 7,98  | 8,59 | 2,45 | 163      |
| Nordeste                     | 38,99 | 38,99 | 7,59  | 6,74 | 1,70 | 2 819    |

### Ponta Delgada
| Partido                 | Partido                        | Votos  | %               | +/-   |
| ----------------------- | ------------------------------ | ------ | --------------- | ----- |
|                         | Partido Social Democrata       | 8 635  | 35,59 / 100,00  | 2,73  |
|                         | Partido Socialista             | 8 599  | 35,44 / 100,00  | 17,26 |
|                         | CDS – Partido Popular          | 2 848  | 11,74 / 100,00  | 7,99  |
|                         | Bloco de Esquerda              | 2 257  | 9,30 / 100,00   | 5,38  |
|                         | Coligação Democrática Unitária | 641    | 2,64 / 100,00   | 0,38  |
|                         | Outros                         | 641    | 2,63 / 100,00   |       |
| Votos Inválidos         | Votos Inválidos                | 640    | 2,64 / 100,00   | 0,55  |
| Total                   | Total                          | 24 261 | 100,00 / 100,00 |       |
| Eleitorado/Participação | Eleitorado/Participação        | 60 329 | 40,21 / 100,00  | 4,20  |

| Freguesia                     | %     | %     | %     | %     | %    | Votantes |
| Freguesia                     | PSD   | PS    | CDS   | BE    | CDU  | Votantes |
| ----------------------------- | ----- | ----- | ----- | ----- | ---- | -------- |
| Ajuda da Bretanha             | 50,00 | 24,77 | 14,95 | 5,61  | 1,40 | 214      |
| Arrifes                       | 30,75 | 43,50 | 11,12 | 7,41  | 2,08 | 2 023    |
| Candelária                    | 35,48 | 37,37 | 11,02 | 7,80  | 5,65 | 372      |
| Capelas                       | 29,05 | 44,37 | 10,75 | 7,63  | 2,90 | 1 377    |
| Covoada                       | 37,63 | 35,55 | 14,14 | 6,24  | 2,08 | 481      |
| Fajã de Baixo                 | 31,38 | 36,11 | 12,68 | 11,44 | 2,42 | 1 775    |
| Fajã de Cima                  | 35,17 | 37,20 | 9,12  | 10,22 | 3,31 | 1 086    |
| Fenais da Luz                 | 40,44 | 26,96 | 14,33 | 11,77 | 2,22 | 586      |
| Feteiras                      | 39,63 | 43,61 | 5,43  | 4,03  | 0,70 | 571      |
| Ginetes                       | 40,46 | 33,12 | 10,90 | 7,55  | 1,89 | 477      |
| Mosteiros                     | 40,34 | 34,66 | 13,03 | 3,57  | 5,25 | 476      |
| Pilar da Bretanha             | 38,35 | 27,24 | 20,07 | 6,81  | 2,51 | 279      |
| Ponta Delgada (São José)      | 36,97 | 32,96 | 11,13 | 11,22 | 2,71 | 2 291    |
| Ponta Delgada (São Pedro)     | 37,49 | 31,73 | 11,65 | 11,55 | 3,15 | 3 142    |
| Ponta Delgada (São Sebastião) | 44,50 | 26,80 | 11,92 | 9,26  | 2,76 | 1 955    |
| Relva                         | 35,88 | 34,59 | 11,60 | 10,63 | 2,04 | 931      |
| Remédios                      | 30,70 | 36,51 | 12,09 | 10,47 | 0    | 430      |
| Rosto do Cão (Livramento)     | 35,40 | 31,38 | 12,33 | 10,91 | 2,43 | 1 192    |
| Rosto do Cão (São Roque)      | 33,56 | 38,00 | 9,93  | 9,10  | 3,01 | 1 329    |
| Santa Bárbara                 | 33,57 | 41,43 | 13,10 | 5,95  | 0,71 | 420      |
| Santa Clara                   | 33,51 | 36,54 | 11,10 | 9,74  | 3,46 | 955      |
| Santo António                 | 27,26 | 36,43 | 20,09 | 8,11  | 2,12 | 851      |
| São Vicente Ferreira          | 35,09 | 36,98 | 11,47 | 7,83  | 3,78 | 741      |
| Sete Cidades                  | 37,46 | 49,84 | 4,89  | 3,91  | 0,98 | 307      |
| Ponta Delgada                 | 35,59 | 35,44 | 11,74 | 9,30  | 2,64 | 24 261   |

### Povoação
| Partido                 | Partido                        | Votos | %               | +/-  |
| ----------------------- | ------------------------------ | ----- | --------------- | ---- |
|                         | Partido Socialista             | 1 473 | 47,12 / 100,00  | 5,22 |
|                         | Partido Social Democrata       | 1 062 | 33,97 / 100,00  | 5,16 |
|                         | CDS – Partido Popular          | 250   | 8,00 / 100,00   | 6,46 |
|                         | Bloco de Esquerda              | 160   | 5,12 / 100,00   | 3,24 |
|                         | Coligação Democrática Unitária | 37    | 1,18 / 100,00   | 0,39 |
|                         | Outros                         | 63    | 2,01 / 100,00   |      |
| Votos Inválidos         | Votos Inválidos                | 81    | 2,59 / 100,00   | 0,34 |
| Total                   | Total                          | 3 126 | 100,00 / 100,00 |      |
| Eleitorado/Participação | Eleitorado/Participação        | 6 200 | 50,42 / 100,00  | 3,49 |

| Freguesia                  | %     | %     | %     | %     | %    | Votantes |
| Freguesia                  | PS    | PSD   | CDS   | BE    | CDU  | Votantes |
| -------------------------- | ----- | ----- | ----- | ----- | ---- | -------- |
| Água Retorta               | 43,26 | 42,32 | 6,27  | 2,19  | 0,63 | 319      |
| Faial da Terra             | 51,24 | 38,31 | 1,00  | 1,00  | 1,49 | 201      |
| Furnas                     | 41,90 | 28,71 | 12,23 | 10,16 | 1,24 | 728      |
| Nossa Senhora dos Remédios | 39,32 | 45,56 | 6,99  | 3,78  | 0,95 | 529      |
| Povoação                   | 49,60 | 31,57 | 8,67  | 4,48  | 1,59 | 1 004    |
| Ribeira Quente             | 64,06 | 24,06 | 4,35  | 3,48  | 0,58 | 345      |
| Povoação                   | 47,12 | 33,97 | 8,00  | 5,12  | 1,18 | 3 126    |

### Ribeira Grande
| Partido                 | Partido                        | Votos  | %               | +/-   |
| ----------------------- | ------------------------------ | ------ | --------------- | ----- |
|                         | Partido Socialista             | 4 102  | 41,26 / 100,00  | 15,97 |
|                         | Partido Social Democrata       | 3 237  | 32,56 / 100,00  | 1,74  |
|                         | Bloco de Esquerda              | 1 019  | 10,25 / 100,00  | 6,71  |
|                         | CDS – Partido Popular          | 867    | 8,72 / 100,00   | 6,18  |
|                         | Coligação Democrática Unitária | 212    | 2,13 / 100,00   | 0,69  |
|                         | Outros                         | 233    | 2,34 / 100,00   |       |
| Votos Inválidos         | Votos Inválidos                | 272    | 2,74 / 100,00   | 0,35  |
| Total                   | Total                          | 9 942  | 100,00 / 100,00 |       |
| Eleitorado/Participação | Eleitorado/Participação        | 25 331 | 39,25 / 100,00  | 3,26  |

| Freguesia                  | %     | %     | %     | %     | %    | Votantes |
| Freguesia                  | PS    | PSD   | BE    | CDS   | CDU  | Votantes |
| -------------------------- | ----- | ----- | ----- | ----- | ---- | -------- |
| Calhetas                   | 50,18 | 28,07 | 8,42  | 7,72  | 1,75 | 285      |
| Fenais da Ajuda            | 36,97 | 41,38 | 5,75  | 10,34 | 1,53 | 522      |
| Lomba da Maia              | 38,50 | 34,51 | 9,51  | 9,29  | 3,10 | 452      |
| Lomba de São Pedro         | 53,71 | 32,57 | 2,86  | 6,29  | 1,14 | 175      |
| Maia                       | 50,81 | 27,88 | 7,49  | 7,26  | 1,84 | 868      |
| Pico da Pedra              | 40,48 | 25,87 | 13,64 | 9,96  | 4,65 | 924      |
| Porto Formoso              | 55,84 | 20,99 | 8,21  | 7,85  | 2,92 | 548      |
| Rabo de Peixe              | 35,53 | 34,94 | 14,08 | 8,66  | 1,36 | 1 697    |
| Ribeira Grande (Conceição) | 42,32 | 28,39 | 13,42 | 8,90  | 2,32 | 775      |
| Ribeira Grande (Matriz)    | 40,81 | 32,90 | 10,91 | 8,07  | 2,15 | 1 301    |
| Ribeira Seca               | 35,58 | 40,37 | 8,81  | 9,03  | 1,09 | 919      |
| Ribeirinha                 | 37,74 | 35,94 | 7,07  | 9,62  | 2,11 | 665      |
| Santa Bárbara              | 40,68 | 32,63 | 8,47  | 9,75  | 2,54 | 472      |
| São Brás                   | 42,77 | 37,46 | 8,26  | 7,67  | 0,88 | 339      |
| Ribeira Grande             | 41,26 | 32,56 | 10,25 | 8,72  | 2,13 | 9 942    |

### Santa Cruz da Graciosa
| Partido                 | Partido                        | Votos | %               | +/-  |
| ----------------------- | ------------------------------ | ----- | --------------- | ---- |
|                         | Partido Social Democrata       | 998   | 45,95 / 100,00  | 4,50 |
|                         | Partido Socialista             | 941   | 43,32 / 100,00  | 9,60 |
|                         | Bloco de Esquerda              | 76    | 3,50 / 100,00   | 2,48 |
|                         | CDS – Partido Popular          | 70    | 3,22 / 100,00   | 1,71 |
|                         | Coligação Democrática Unitária | 25    | 1,15 / 100,00   | 0,96 |
|                         | Outros                         | 24    | 1,09 / 100,00   |      |
| Votos Inválidos         | Votos Inválidos                | 38    | 1,74 / 100,00   | 0,25 |
| Total                   | Total                          | 2 172 | 100,00 / 100,00 |      |
| Eleitorado/Participação | Eleitorado/Participação        | 4 273 | 50,83 / 100,00  | 2,96 |

| Freguesia              | %     | %     | %    | %    | %    | Votantes |
| Freguesia              | PSD   | PS    | BE   | CDS  | CDU  | Votantes |
| ---------------------- | ----- | ----- | ---- | ---- | ---- | -------- |
| Guadalupe              | 57,90 | 32,55 | 2,97 | 2,82 | 0,47 | 639      |
| Luz                    | 47,46 | 43,28 | 3,28 | 2,39 | 0,60 | 335      |
| Praia                  | 44,58 | 46,25 | 3,33 | 2,50 | 0,83 | 480      |
| Santa Cruz da Graciosa | 35,52 | 50,97 | 4,18 | 4,46 | 2,23 | 718      |
| Santa Cruz da Graciosa | 45,95 | 43,32 | 3,50 | 3,22 | 1,15 | 2 172    |

### Santa Cruz das Flores
| Partido                 | Partido                        | Votos | %               | +/-   |
| ----------------------- | ------------------------------ | ----- | --------------- | ----- |
|                         | Partido Socialista             | 374   | 41,51 / 100,00  | 16,37 |
|                         | Partido Social Democrata       | 237   | 26,30 / 100,00  | 4,80  |
|                         | CDS – Partido Popular          | 169   | 18,76 / 100,00  | 9,50  |
|                         | Bloco de Esquerda              | 44    | 4,88 / 100,00   | 2,45  |
|                         | Coligação Democrática Unitária | 35    | 3,88 / 100,00   | 0,42  |
|                         | Outros                         | 21    | 2,33 / 100,00   |       |
| Votos Inválidos         | Votos Inválidos                | 21    | 2,33 / 100,00   | 0,65  |
| Total                   | Total                          | 901   | 100,00 / 100,00 |       |
| Eleitorado/Participação | Eleitorado/Participação        | 1 997 | 45,12 / 100,00  | 0,39  |

| Freguesia             | %     | %     | %     | %    | %     | Votantes |
| Freguesia             | PS    | PSD   | CDS   | BE   | CDU   | Votantes |
| --------------------- | ----- | ----- | ----- | ---- | ----- | -------- |
| Caveira               | 51,22 | 19,51 | 12,20 | 7,32 | 4,88  | 41       |
| Cedros                | 39,29 | 17,86 | 16,07 | 1,79 | 14,29 | 56       |
| Ponta Delgada         | 38,22 | 32,48 | 19,11 | 2,55 | 1,27  | 157      |
| Santa Cruz das Flores | 41,89 | 25,97 | 19,32 | 5,56 | 3,55  | 647      |
| Santa Cruz das Flores | 41,51 | 26,30 | 18,76 | 4,88 | 3,88  | 901      |

### São Roque do Pico
| Partido                 | Partido                        | Votos | %               | +/-   |
| ----------------------- | ------------------------------ | ----- | --------------- | ----- |
|                         | Partido Socialista             | 598   | 40,68 / 100,00  | 9,95  |
|                         | Partido Social Democrata       | 556   | 37,82 / 100,00  | 1,70  |
|                         | CDS – Partido Popular          | 121   | 8,23 / 100,00   | 5,77  |
|                         | Bloco de Esquerda              | 94    | 6,39 / 100,00   | 4,94  |
|                         | Coligação Democrática Unitária | 32    | 2,18 / 100,00   | 0,10  |
|                         | Outros                         | 21    | 1,43 / 100,00   |       |
| Votos Inválidos         | Votos Inválidos                | 48    | 3,26 / 100,00   | 0,68  |
| Total                   | Total                          | 1 470 | 100,00 / 100,00 |       |
| Eleitorado/Participação | Eleitorado/Participação        | 3 201 | 45,92 / 100,00  | 10,07 |

| Freguesia         | %     | %     | %    | %    | %    | Votantes |
| Freguesia         | PS    | PSD   | CDS  | BE   | CDU  | Votantes |
| ----------------- | ----- | ----- | ---- | ---- | ---- | -------- |
| Prainha           | 38,56 | 40,25 | 8,05 | 3,81 | 1,69 | 236      |
| Santa Luzia       | 40,21 | 40,21 | 6,70 | 7,22 | 1,03 | 194      |
| Santo Amaro       | 44,16 | 37,56 | 7,61 | 8,63 | 0    | 197      |
| Santo António     | 49,64 | 30,36 | 6,43 | 3,93 | 3,93 | 280      |
| São Roque do Pico | 36,06 | 39,79 | 9,95 | 7,64 | 2,66 | 563      |
| São Roque do Pico | 40,68 | 37,82 | 8,23 | 6,39 | 2,18 | 1 470    |

### Velas
| Partido                 | Partido                  | Votos | %               | +/-  |
| ----------------------- | ------------------------ | ----- | --------------- | ---- |
|                         | Partido Socialista       | 1 045 | 39,57 / 100,00  | 2,80 |
|                         | Partido Social Democrata | 898   | 34,00 / 100,00  | 8,41 |
|                         | CDS – Partido Popular    | 478   | 18,10 / 100,00  | 9,46 |
|                         | Bloco de Esquerda        | 106   | 4,01 / 100,00   | 2,06 |
|                         | Outros                   | 66    | 2,49 / 100,00   |      |
| Votos Inválidos         | Votos Inválidos          | 48    | 1,82 / 100,00   | 0,17 |
| Total                   | Total                    | 2 641 | 100,00 / 100,00 |      |
| Eleitorado/Participação | Eleitorado/Participação  | 5 034 | 52,46 / 100,00  | 2,27 |

| Freguesia    | %     | %     | %     | %    | Votantes |
| Freguesia    | PS    | PSD   | CDS   | BE   | Votantes |
| ------------ | ----- | ----- | ----- | ---- | -------- |
| Manadas      | 46,22 | 36,89 | 11,56 | 2,67 | 225      |
| Norte Grande | 47,89 | 32,23 | 16,57 | 1,20 | 332      |
| Rosais       | 33,70 | 26,36 | 33,70 | 1,09 | 368      |
| Santo Amaro  | 38,89 | 30,67 | 21,78 | 4,89 | 450      |
| Urzelina     | 39,80 | 37,53 | 11,08 | 4,79 | 397      |
| Velas        | 37,40 | 37,28 | 15,07 | 5,87 | 869      |
| Velas        | 39,57 | 34,00 | 18,10 | 4,01 | 2 641    |

### Vila do Porto
| Partido                 | Partido                        | Votos | %               | +/-   |
| ----------------------- | ------------------------------ | ----- | --------------- | ----- |
|                         | Partido Socialista             | 821   | 42,34 / 100,00  | 23,41 |
|                         | Partido Social Democrata       | 656   | 33,83 / 100,00  | 11,20 |
|                         | Bloco de Esquerda              | 185   | 9,54 / 100,00   | 6,18  |
|                         | CDS – Partido Popular          | 129   | 6,65 / 100,00   | 4,01  |
|                         | Coligação Democrática Unitária | 50    | 2,58 / 100,00   | 0,76  |
|                         | Outros                         | 38    | 1,97 / 100,00   |       |
| Votos Inválidos         | Votos Inválidos                | 60    | 3,09 / 100,00   | 1,16  |
| Total                   | Total                          | 1 939 | 100,00 / 100,00 |       |
| Eleitorado/Participação | Eleitorado/Participação        | 5 022 | 38,61 / 100,00  | 1,42  |

| Freguesia      | %     | %     | %     | %    | %    | Votantes |
| Freguesia      | PS    | PSD   | BE    | CDS  | CDU  | Votantes |
| -------------- | ----- | ----- | ----- | ---- | ---- | -------- |
| Almagreira     | 35,90 | 41,67 | 8,97  | 7,05 | 2,56 | 156      |
| Santa Bárbara  | 40,20 | 40,20 | 7,04  | 5,53 | 2,51 | 199      |
| Santo Espírito | 55,88 | 27,31 | 2,10  | 8,40 | 0,84 | 238      |
| São Pedro      | 47,13 | 29,12 | 8,05  | 9,58 | 2,68 | 261      |
| Vila do Porto  | 39,54 | 34,10 | 12,07 | 5,71 | 2,95 | 1 085    |
| Vila do Porto  | 42,34 | 33,83 | 9,54  | 6,65 | 2,58 | 1 939    |

### Vila Franca do Campo
| Partido                 | Partido                        | Votos | %               | +/-   |
| ----------------------- | ------------------------------ | ----- | --------------- | ----- |
|                         | Partido Socialista             | 1 698 | 42,08 / 100,00  | 14,33 |
|                         | Partido Social Democrata       | 1 331 | 32,99 / 100,00  | 0,10  |
|                         | CDS – Partido Popular          | 517   | 12,81 / 100,00  | 9,41  |
|                         | Bloco de Esquerda              | 240   | 5,95 / 100,00   | 4,26  |
|                         | Coligação Democrática Unitária | 63    | 1,56 / 100,00   | 0,64  |
|                         | Outros                         | 85    | 2,10 / 100,00   |       |
| Votos Inválidos         | Votos Inválidos                | 101   | 2,50 / 100,00   | 0,71  |
| Total                   | Total                          | 4 035 | 100,00 / 100,00 |       |
| Eleitorado/Participação | Eleitorado/Participação        | 9 833 | 41,04 / 100,00  | 6,50  |

| Freguesia                         | %     | %     | %     | %    | %    | Votantes |
| Freguesia                         | PS    | PSD   | CDS   | BE   | CDU  | Votantes |
| --------------------------------- | ----- | ----- | ----- | ---- | ---- | -------- |
| Água de Alto                      | 47,63 | 28,38 | 10,77 | 5,22 | 2,28 | 613      |
| Ponta Garça                       | 34,32 | 38,48 | 17,31 | 4,61 | 1,41 | 1 346    |
| Ribeira das Tainhas               | 57,65 | 22,70 | 7,91  | 4,34 | 0,77 | 392      |
| Ribeira Seca                      | 37,97 | 33,23 | 13,92 | 7,59 | 1,90 | 316      |
| Vila Franca do Campo (São Miguel) | 42,64 | 33,83 | 10,31 | 7,09 | 1,61 | 931      |
| Vila Franca do Campo (São Pedro)  | 46,00 | 29,75 | 10,76 | 8,92 | 1,37 | 437      |
| Vila Franca do Campo              | 42,08 | 32,99 | 12,81 | 5,95 | 1,56 | 4 035    |

### Vila Praia da Vitória
| Partido                 | Partido                        | Votos  | %               | +/-  |
| ----------------------- | ------------------------------ | ------ | --------------- | ---- |
|                         | Partido Socialista             | 3 405  | 43,45 / 100,00  | 9,36 |
|                         | Partido Social Democrata       | 2 742  | 34,99 / 100,00  | 0,71 |
|                         | CDS – Partido Popular          | 836    | 10,67 / 100,00  | 5,20 |
|                         | Bloco de Esquerda              | 468    | 5,97 / 100,00   | 3,77 |
|                         | Coligação Democrática Unitária | 87     | 1,11 / 100,00   | 0,33 |
|                         | Outros                         | 96     | 1,23 / 100,00   |      |
| Votos Inválidos         | Votos Inválidos                | 203    | 2,59 / 100,00   | 0,80 |
| Total                   | Total                          | 7 837  | 100,00 / 100,00 |      |
| Eleitorado/Participação | Eleitorado/Participação        | 18 768 | 41,76 / 100,00  | 7,17 |

| Freguesia                     | %     | %     | %     | %    | %    | Votantes |
| Freguesia                     | PS    | PSD   | CDS   | BE   | CDU  | Votantes |
| ----------------------------- | ----- | ----- | ----- | ---- | ---- | -------- |
| Agualva                       | 47,31 | 42,24 | 5,97  | 2,54 | 0    | 670      |
| Biscoitos                     | 44,19 | 36,70 | 6,93  | 5,99 | 0,94 | 534      |
| Cabo da Praia                 | 38,04 | 32,16 | 17,65 | 6,67 | 1,96 | 255      |
| Fonte do Bastardo             | 41,69 | 32,57 | 12,53 | 4,78 | 1,59 | 439      |
| Fontinhas                     | 39,55 | 38,69 | 12,78 | 3,97 | 0,52 | 579      |
| Lajes                         | 40,83 | 36,59 | 10,88 | 7,53 | 0,75 | 1 342    |
| Porto Martins                 | 42,82 | 28,47 | 15,76 | 7,06 | 1,41 | 425      |
| Praia da Vitória (Santa Cruz) | 40,65 | 33,38 | 12,36 | 7,73 | 1,67 | 2 160    |
| Quatro Ribeiras               | 57,78 | 34,22 | 3,11  | 3,11 | 0,44 | 225      |
| São Brás                      | 49,27 | 32,36 | 9,60  | 4,18 | 0,84 | 479      |
| Vila Nova                     | 50,62 | 34,16 | 7,13  | 4,53 | 1,37 | 729      |
| Vila Praia da Vitória         | 43,45 | 34,99 | 10,67 | 5,97 | 1,11 | 7 837    |